# Гучигов, Али Аюбович

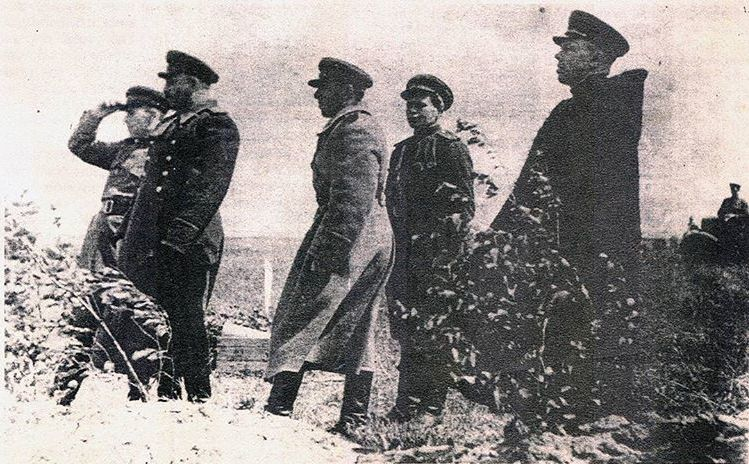
Маршал Баграмян и Али Гучигов.

Али́ Аю́бович Гучи́гов (чечен. Гуьчг Аюбан ВоӀ Ӏали) (1914 год, Урус-Мартан, Чечня, Терская область, Российская империя — 29 сентября 1957 года) — советский и чеченский военный и государственный деятель первой половины XX века, участник Великой Отечественной войны 1941—1945 годов, гвардии майор. Дважды был представлен к званию Героя Советского Союза. Выходец из тайпа Гендарганой.

## Биография
Родился в 1914 году в селе Урус-Мартан Терской области (ныне город Урус-Мартан в Чеченской Республике). В 17 лет стал бригадиром Урус-Мартановского колхоза «Путь Ленина». За доблестный труд был первым из чеченцев награждён орденом «Знак Почёта». Был избран председателем Урус-Мартановского райисполкома.
Депутат Верховного Совета СССР первого созыва.
В 1939 году ушёл добровольцем на советско-финскую войну. Участвовал в ноябрьском параде 1941 года на Красной площади в Москве.
В боях под Брянском стал гвардейцем и получил первый боевой орден — Орден Красного Знамени. Здесь спас взвод от неминуемой гибели, получив при этом два ранения. В боях под Кёнигсбергом повёл в атаку штурмовой батальон, когда смертельно ранило командира.
Дважды был представлен к званию Героя Советского Союза. Оба раза награждение не состоялось по причине принадлежности к репрессированному народу.
Непосредственным командиром Али Аюбовича был маршал Советского Союза, командующий 11 гвардейской армией И. Х. Баграмян. Сохранилось письмо И. Х. Баграмяна, адресованное его сыну Ахмеду Гучигову, написанное в 1974 году. В письме отмечается:
Как-то во время вражеского артиллерийского обстрела наших позиций, когда всё вокруг вздымалось и горело, а земля ходила под ногами, я бросил взгляд на молодого командира Гучигова. Он стоял вытянувшись во весь рост, и ни один мускул на его лице не выказывал признаков волнения или нетерпения… Много позже узнал я, что в среде чеченцев младшему не положено выказывать своих эмоций в присутствии старшего. Но ведь какой выдержкой надо было обладать, какую силу воли иметь, чтобы в минуту смертельной опасности не забывать о традициях своего народа!.

## Семья
Был женат дважды. Первая жена — Табарик Гучигова, от брака с ней имел двух детей: сына Ахмеда и дочь Таус. Вторая супруга — Анна Фирсова, в браке с которой имел сына Владимира.

## Награды
- Медаль «За оборону Москвы»;
- Медаль «За взятие Кёнигсберга»;
- Медаль «За победу над Германией в Великой Отечественной войне 1941—1945 гг.»;
- Орден «Знак Почёта» (1936);
- Орден Красного Знамени;
- Орден Отечественной войны 2 степени (1943);
- Орден Отечественной войны 1 степени (1945).

## Память
- Одна из улиц Урус-Мартана названа именем Али Гучигова[4].
- В Урус-Мартане проводится республиканский турнир по вольной борьбе, посвященный Али Гучигову[5].
- 22 июня 2023 года в посёлке Большое Исаково (Гурьевский район, Калининградская область) была открыта мемориальная доска в память об Али Гучигове[6].